# Wielgolas (gromada)
Wielgolas – dawna gromada, czyli najmniejsza jednostka podziału terytorialnego Polskiej Rzeczypospolitej Ludowej w latach 1954–1972.
Gromady, z gromadzkimi radami narodowymi (GRN) jako organami władzy najniższego stopnia na wsi, funkcjonowały od reformy reorganizującej administrację wiejską przeprowadzonej jesienią 1954 do momentu ich zniesienia z dniem 1 stycznia 1973, tym samym wypierając organizację gminną w latach 1954–1972.
Gromadę Wielgolas z siedzibą GRN w Wielgolesie utworzono – jako jedną z 8759 gromad na obszarze Polski – w powiecie mińskim w woj. warszawskim, na mocy uchwały nr VI/10/7/54 WRN w Warszawie z dnia 5 października 1954. W skład jednostki weszły obszary dotychczasowych gromad Chyżyny, Dzielnik, Budy Wielgoleskie, Kamionka, Transbór i Wielgolas oraz wieś Borówek z dotychczasowej gromady Borówek ze zniesionej gminy Wielgolas w tymże powiecie. Dla gromady ustalono 24 członków gromadzkiej rady narodowej.
31 grudnia 1959 do gromady Wielgolas przyłączono obszar zniesionej gromady Starogród w tymże powiecie (bez wsi Majdan i Stodzew oraz kolonii Stodzew).
31 grudnia 1961 do gromady Wielgolas włączono wsie Budziska, Dębe Małe i Gołe Łąki ze zniesionej gromady Dębe Małe w tymże powiecie. Tego samego dnia z gromady Wielgolas wyłączono de iure wieś Dzielnik, włączając ją do znoszonej gromady Kiczki w tymże powiecie – zmiana, z której ostatecznie zrezygnowano na mocy Uchwały Nr IV-19/61.
Gromada przetrwała do końca 1972 roku, czyli do kolejnej reformy gminnej.